# 王顺
王顺（1954年—），河北赤城人，汉族，中华人民共和国政治人物、第十二届全国人民代表大会辽宁地区代表。
毕业于陕西财经学院金融专业，加入中国共产党。2013年，被选为全国人大代表。